# آلفونزو مک‌کینی
آلفونزو مک‌کینی (انگلیسی: Alfonzo McKinnie؛ زادهٔ ۱۷ سپتامبر ۱۹۹۲) بازیکن بسکتبال اهل ایالات متحده آمریکا است.
از باشگاه‌هایی که در آن بازی کرده‌است می‌توان به تورنتو رپترز، کلیولند کاوالیرز، و گلدن استیت واریرز اشاره کرد.